# Tim Gajser
Tim Gajser, né le 8 septembre 1996 à Ptuj en Basse-Styrie, est un pilote de motocross slovène. Il est champion du monde MX2 en 2015 puis devient quatre fois champion du monde de motocross en catégorie reine MXGP. Il arbore en course le numéro 243.

## Biographie

### Jeunesse et formation
Tim Gajser s'initie dès son plus jeune âge au motocross, grâce à son père Bogomir, animateur régulier du championnat de Slovénie de Motocross.
Peu avant la naissance de Tim, son frère Zana, alors âgé de 3 ans, est victime d'un accident mortel, percuté par leur père après un saut mal négocié lors d'un entraînement de motocross. Le jeune Tim est dès lors formé pour accéder au plus haut niveau du motocross mondial, pour lui rendre hommage. 
Il adopte le numéro 243, en référence à la date de naissance de son frère (né un 24 mars). 

### Championnat d'Europe de Motocross (2005-2012)

#### EMX 65 cc (2005-2007)
Le pilote slovène fait ses débuts en Championnat d'Europe de Motocross (en) en 2005, dans la catégorie EMX 65 cc, à l'occasion de l'épreuve de Slovénie, manche inaugurale du championnat. Il s'impose lors des 2 manches disputées et obtient la victoire au général. Il termine ainsi à la dix-septième place du championnat avec 50 points, malgré le fait de n'avoir disputé qu'une épreuve.  
Engagé sur un programme complet pour 2006, il termine au troisième rang du championnat, avec 8 victoires de manche et 2 victoires au général. Le natif de Ptuj remporte le championnat en 2007 en gagnant tous les Grand Prix disputés, avec notamment 8 victoires de manche sur 10 possibles, obtenant ainsi son premier titre européen en Motocross. 

#### EMX 85 cc (2008-2010)
Gajser intègre la catégorie EMX 85 cc en 2008. Pour sa première année dans la catégorie, il termine douzième du championnat. Il y est ensuite sacré en 2009, avec 5 manches remportées et 1 victoire au général.   
Sa saison 2010 est plus difficile. Malgré 2 nouvelles victoires et 5 manches remportées, il ne peut faire mieux que cinquième au général, étant notamment contraint de renoncer à 3 épreuves du calendrier.    

#### EMX 125 2T (2010-2012)
Après une première expérience dans la catégorie lors de la dernière épreuve de la saison 2010, Gajser prend part à l'intégralité du championnat EMX 125-2T en 2011, qu'il achève à la deuxième place du championnat derrière l'italien Simone Zecchina, avec une victoire lors du dernier round de la saison disputé en Italie.
Il remporte le titre EMX 125 2T en 2012, en s'imposant lors de six des sept épreuves du calendrier.

#### EMX 250 (2011-2013)
Entre 2011 et 2013, Gajser s'engage sur plusieurs épreuves en catégorie EMX 250. 
En 2011, il prend part aux épreuves du Portugal et d'Espagne, ce qui lui permet d'obtenir un total de 13 points de terminer à la quarante-deuxième place du championnat. 
En 2012, engagé sur 3 épreuves, il s'illustre notamment lors de l'épreuve de République Tchèque, qu'il achève à la deuxième place. Il termine huitième du championnat avec 110 points et 2 podiums de manche. 
Il s'aligne une dernière fois dans la catégorie lors de l'épreuve inaugurale de la saison 2013, qu'il termine à la huitième place. 

### Championnat du Monde Junior (2010-2012)

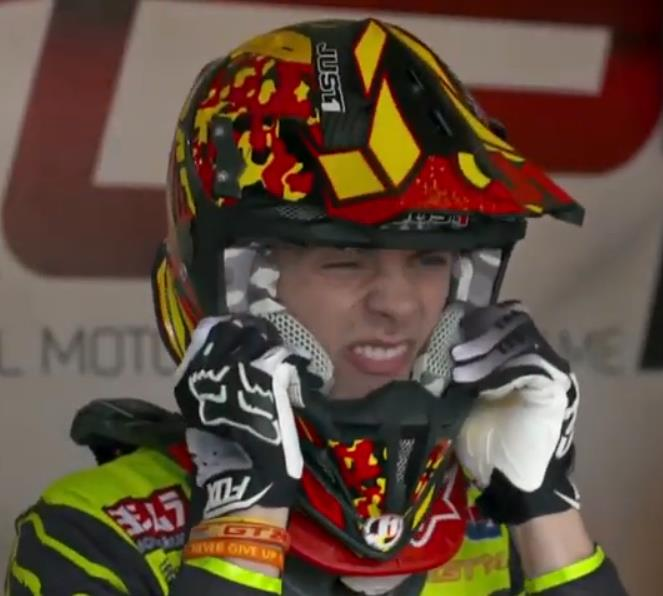
Tim Gajser en 2019

#### 2010
Tim prend part au Championnat du Monde Junior de Motocross pour la première fois lors de l'édition 2010, organisée à Gueugnon. 
Engagé dans la catégorie 85 cc, il termine deuxième, derrière l'allemand Henry Jacobi. 

#### 2011
Pour l'édition 2011, Gajser s'engage en catégorie 125 cc. Vainqueur de la première manche, il ne termine cependant que quatorzième lors de la seconde. Il conclut l'édition 2011 à la sixième place de sa catégorie.

#### 2012
À nouveau présent en catégorie 125 cc, le slovène s'octroie la victoire au général, après avoir remporté les deux manches de l'épreuve. 

### Les années MX2 (2012-2015)

#### 2012
En 2012, en parallèle à son programme européen, Tim prend part aux 2 derniers Grand Prix du calendrier MX2, disputés à Faenza et à Teutschenthal. Engagé sur une KTM du Team Silver Action, il termine vingt-huitième à Faenza, puis treizième à Teutschenthal. Il termine ainsi à la trente-cinquième place du championnat, avec 13 points inscrits. 

#### 2013
L'année suivante, il poursuit l'aventure MX2 sur 11 Grand Prix, toujours sur KTM, mais cette fois-ci avec le Team Marchetti. Avec une onzième place obtenue au Grand Prix d'Allemagne à Teutschenthal pour meilleur résultat, il achève sa saison 2013 au vingtième rang du championnat. 

#### 2014
À partir de 2014, le pilote slovène s'engage avec le Team Honda Gariboldi. Engagé sur l'intégralité des épreuves de la saison, il obtient 11 podiums de manche, et remporte notamment 2 manches au Brésil et au Mexique. Il s'adjuge également 6 podiums de Grand Prix.  
Il achève sa première saison complète en MX2 à la cinquième place du classement général.  

#### 2015
Attendu comme l'un des pilotes favoris pour le titre mondial en 2015, Tim confirme les espoirs placés en lui en remportant 5 Grand Prix et 4 victoires de manches. Profitant du forfait sur blessure de son principal opposant Jeffrey Herlings pour se battre en tête du championnat, et malgré un forfait au Grand Prix de Grande-Bretagne, il est sacré Champion du Monde MX2 en fin de saison, avec 25 points d'avance sur le letton Pauls Jonass.

### Le MXGP (depuis 2016)

#### 2016
Une nouvelle fois très attendu pour ses débuts en catégorie reine après son titre mondial obtenu lors de la saison précédente, et toujours engagé avec le Team Honda Gariboldi, Gajser réalise des débuts tonitruants dans la catégorie MXGP en s'imposant dès le premier Grand Prix de la saison, disputé au Qatar, avec la victoire lors des 2 manches disputées. 
Faisant preuve d'une très grande régularité tout au long de la saison avec 15 manches et 7 Grand Prix remportés, il devient Champion du Monde dès sa première année en MXGP, à l'instar de Romain Febvre ou d'Antonio Cairoli. 
Il est dès lors le plus jeune pilote à être sacré Champion du Monde en catégorie reine, ainsi que le premier remporter consécutivement un titre en MX2 et un autre en MXGP. 

#### 2017
Désormais engagé sous la bannière du Team Honda HRC, la saison 2017 de Gajser démarre une nouvelle fois sur un rythme élevé avec notamment 2 nouveaux Grand Prix remportés consécutivement en Argentine et au Mexique. Néanmoins, le slovène enchaîne par la suite 2 Grand Prix difficiles, d'abord en Lettonie, où un abandon lors de la seconde manche consécutif à une chute ne lui permet de terminer que dix-septième au général, puis en Allemagne, où il achève son week-end avec une onzième place finale, marquée par une chute lors de la course qualificative lui causant la fracture d'une omoplate. Cette blessure l'oblige à déclarer forfait pour les Grand Prix de France et de Russie. 
Malgré une nouvelle victoire lors du Grand Prix de Suède, Gajser ne peut conserver son titre, l'abandonnant au profit d'Antonio Cairoli. Il achève sa saison 2017 au cinquième rang du championnat.

#### 2018
S'il était pressenti pour rejoindre les États-Unis et disputer le Championnat de Supercross ou le Championnat de Motocross américain fin 2017, Gajser fait le choix de rester en MXGP pour les saisons 2018 et 2019, toujours au sein du Team Honda HRC. 
Sa saison démarre mal, avec une double fracture de la mâchoire contractée lors des Internationaux d'Italie à Mantoue, l'obligeant à déclarer forfait pour le premier Grand Prix de la saison, en Argentine. 
Une nouvelle fois très régulier, il signe de nombreux podiums de manche tout au long de la saison. Toutefois, face à la domination exercée par les pilotes KTM Factory Racing, Gajser ne remporte ni Grand Prix, ni manches au cours de l'exercice 2018. Il achève sa saison au quatrième rang. 

#### 2019
Dès le début de la saison, Gajser s'affirme comme l'un des candidats au titre pour la campagne 2019 du MXGP. Constamment classé dans le top 3 sur les quatre premiers Grand Prix de l'année, avec une première victoire annuelle acquise au Grand Prix du Trentin, le pilote slovène continue d'enchaîner les bons résultats par la suite, remportant notamment 7 Grand Prix consécutifs. 
Le forfait pour le reste de la saison de son rival Antonio Cairoli, victime d'une blessure à l'épaule au Grand Prix de Lettonie, lui permet de se retrouver seul en tête du championnat et de s'assurer du titre lors de la première course du Grand Prix d'Italie, à Imola.

## Résultats

### Titres

#### Titres en Championnat de Slovénie
| Saison | Titre                               |
| ------ | ----------------------------------- |
| 2003   | Champion de Slovénie Espoirs 50 ccm |
| 2004   | Champion de Slovénie Espoirs 65 ccm |
| 2009   | Champion de Slovénie MX 85          |
| 2010   | Champion de Slovénie MX 85          |
| 2011   | Champion de Slovénie MX 125         |
| 2014   | Champion de Slovénie MX Open        |
| 2015   | Champion de Slovénie MX Open        |
| 2016   | Champion de Slovénie MX Open        |
| 2018   | Champion de Slovénie MX Open        |

#### Titres en Championnat d'Europe
| Saison | Titre                       | Moto   |
| ------ | --------------------------- | ------ |
| 2007   | Champion d'Europe EMX 65 cc | KTM    |
| 2009   | Champion d'Europe EMX 85 cc | Suzuki |
| 2012   | Champion d'Europe EMX 125   | KTM    |

#### Titres en Championnat du Monde Junior
| Saison | Titre                              | Moto |
| ------ | ---------------------------------- | ---- |
| 2012   | Champion du Monde MX Junior 125 cc | KTM  |

#### Titres en Championnat du Monde
| Saison | Titre                  | Moto  |
| ------ | ---------------------- | ----- |
| 2015   | Champion du Monde MX2  | Honda |
| 2016   | Champion du Monde MXGP | Honda |
| 2019   | Champion du Monde MXGP | Honda |
| 2020   | Champion du Monde MXGP | Honda |
| 2022   | Champion du Monde MXGP | Honda |

### Résultats en Championnat de Slovénie
| Saison | Catégorie     | Epreuves disputées | Manches disputées | Victoires de manches | Podiums de manches | Podiums | Victoires | Points | Classement |
| ------ | ------------- | ------------------ | ----------------- | -------------------- | ------------------ | ------- | --------- | ------ | ---------- |
| 2003   | Espoirs 50 cc | 6                  | 12                | 12                   | 12                 | 6       | 6         | 180    | 1er        |
| 2004   | Espoirs 65 cc | 7                  | 14                | 13                   | 13                 | 6       | 6         | 195    | 1er        |
| 2005   | Espoirs 85    | 1                  | 2                 | 0                    | 2                  | 1       | 0         | 18     | 9e         |
| 2005   | Espoirs 65    | 2                  | 4                 | 4                    | 4                  | 2       | 2         | 60     | 5e         |
| 2009   | MX 85         | 6                  | 12                | 12                   | 12                 | 6       | 6         | 300    | 1er        |
| 2010   | MX 85         | 5                  | 10                | 9                    | 10                 | 6       | 5         | 247    | 1er        |
| 2011   | MX 125        | 5                  | 9                 | 4                    | 6                  | 4       | 2         | 173    | 1er        |
| 2012   | MX 125        | 1                  | 0                 | 0                    | 0                  | 0       | 0         | 0      | 33e        |
| 2012   | MX Open       | 2                  | 4                 | 3                    | 4                  | 2       | 1         | 95     | 9e         |
| 2013   | MX Open       | 4                  | 8                 | 5                    | 8                  | 4       | 2         | 191    | 2e         |
| 2014   | MX Open       | 5                  | 10                | 10                   | 10                 | 5       | 5         | 250    | 1er        |
| 2015   | MX Open       | 5                  | 10                | 9                    | 9                  | 9       | 4         | 225    | 1er        |
| 2016   | MX Open       | 6                  | 12                | 11                   | 11                 | 6       | 5         | 285    | 1er        |
| 2017   | MX Open       | 5                  | 10                | 10                   | 10                 | 5       | 5         | 250    | 2e         |
| 2018   | MX Open       | 6                  | 12                | 12                   | 12                 | 6       | 6         | 300    | 1er        |

### Résultats en Championnat d'Europe
| Saison | Catégorie  | Moto   | Epreuves disputées | Manches disputées | Victoires de manches | Podiums de manches | Podiums | Victoires | Points | Classement |
| ------ | ---------- | ------ | ------------------ | ----------------- | -------------------- | ------------------ | ------- | --------- | ------ | ---------- |
| 2005   | EMX 65 cc  | KTM    | 1                  | 2                 | 2                    | 2                  | 1       | 1         | 50     | 17e        |
| 2006   | EMX 65 cc  | KTM    | 5                  | 15                | 8                    | 12                 | 3       | 2         | 304    | 3e         |
| 2007   | EMX 65 cc  | KTM    | 5                  | 10                | 8                    | 10                 | 5       | 5         | 244    | 1er        |
| 2008   | EMX 85 cc  | KTM    | 4                  | 8                 | 0                    | 1                  | 0       | 0         | 90     | 12e        |
| 2009   | EMX 85 cc  | Suzuki | 10                 | 20                | 5                    | 13                 | 6       | 1         | 393    | 1er        |
| 2010   | EMX 85 cc  | KTM    | 6                  | 12                | 5                    | 8                  | 2       | 2         | 203    | 5e         |
| 2010   | EMX 125 2T | Tgm    | 1                  | 2                 | 0                    | 0                  | 0       | 0         | 13     | 36e        |
| 2011   | EMX 125 2T | KTM    | 6                  | 12                | 3                    | 8                  | 5       | 1         | 226    | 2e         |
| 2011   | EMX 250    | KTM    | 2                  | 4                 | 0                    | 0                  | 0       | 0         | 13     | 42e        |
| 2012   | EMX 125 2T | KTM    | 6                  | 12                | 10                   | 12                 | 6       | 6         | 292    | 1er        |
| 2012   | EMX 250    | KTM    | 3                  | 6                 | 0                    | 2                  | 1       | 0         | 110    | 8e         |
| 2013   | EMX 250    | KTM    | 1                  | 1                 | 0                    | 0                  | 0       | 0         | 13     | 37e        |

### Résultats en Championnat du Monde Junior
| Saison | Catégorie                                  | Moto | Epreuves disputées | Victoires de manches | Podiums de manches | Podiums | Victoires | Points | Classement |
| ------ | ------------------------------------------ | ---- | ------------------ | -------------------- | ------------------ | ------- | --------- | ------ | ---------- |
| 2010   | Junior Motocross World Championship 85 cc  | KTM  | 1                  | 1                    | 1                  | 1       | 0         | 43     | 2e         |
| 2011   | Junior Motocross World Championship 125 cc | KTM  | 1                  | 1                    | 1                  | 0       | 0         | 32     | 6e         |
| 2012   | Junior Motocross World Championship 125 cc | KTM  | 1                  | 2                    | 2                  | 1       | 1         | 50     | 1er        |

### Résultats en Championnat du Monde
| Saison | Catégorie | Moto  | Team            | Grand Prix disputés | Manches disputées | Victoires de manches | Podiums de manches | Podiums en Grand Prix | Victoires en Grand Prix | Points | Classement |
| ------ | --------- | ----- | --------------- | ------------------- | ----------------- | -------------------- | ------------------ | --------------------- | ----------------------- | ------ | ---------- |
| 2012   | MX2       | KTM   | Silver Action   | 2                   | 4                 | 0                    | 0                  | 0                     | 0                       | 13     | 35e        |
| 2013   | MX2       | KTM   | Marchetti       | 11                  | 22                | 0                    | 0                  | 0                     | 0                       | 112    | 20e        |
| 2014   | MX2       | Honda | Honda Gariboldi | 17                  | 34                | 2                    | 11                 | 6                     | 0                       | 528    | 5e         |
| 2015   | MX2       | Honda | Honda Gariboldi | 17                  | 33                | 4                    | 17                 | 8                     | 5                       | 589    | 1er        |
| 2016   | MXGP      | Honda | Honda Gariboldi | 18                  | 36                | 15                   | 24                 | 9                     | 7                       | 731    | 1er        |
| 2017   | MXGP      | Honda | Honda HRC       | 17                  | 34                | 7                    | 11                 | 7                     | 3                       | 453    | 5e         |
| 2018   | MXGP      | Honda | Honda HRC       | 19                  | 38                | 0                    | 17                 | 8                     | 0                       | 669    | 4e         |
| 2019   | MXGP      | Honda | Honda HRC       | 18                  | 36                | 17                   | 28                 | 15                    | 9                       | 782    | 1er        |

### Résultats détaillés en MX2

#### 2012
| Team          | Moto | Grand Prix           | NED | NED | BUL | BUL | ITA | ITA | MEX | MEX | BRA | BRA | FRA | FRA | POR | POR | BEL | BEL | SWE | SWE | LAT | LAT | RUS | RUS | CZE | CZE | GBR | GBR | BEN | BEN | EUR | EUR | GER | GER | Points | Classement Final |
| ------------- | ---- | -------------------- | --- | --- | --- | --- | --- | --- | --- | --- | --- | --- | --- | --- | --- | --- | --- | --- | --- | --- | --- | --- | --- | --- | --- | --- | --- | --- | --- | --- | --- | --- | --- | --- | ------ | ---------------- |
| Silver Action | KTM  | Résultats par manche |     |     |     |     |     |     |     |     |     |     |     |     |     |     |     |     |     |     |     |     |     |     |     |     |     |     |     |     | 31  | 28  | 12  | 17  | 13     | 35e              |
| Silver Action | KTM  | Classement Général   |     |     |     |     |     |     |     |     |     |     |     |     |     |     |     |     |     |     |     |     |     |     |     |     |     |     |     |     | 30  | 30  | 13  | 13  | 13     | 35e              |

#### 2013
| Team      | Moto | Grand Prix           | QAT | QAT | THA | THA | NED | NED | TRE | TRE | BUL | BUL | POR | POR | BRA | BRA | Ernée | Ernée | ITA | ITA | SWE | SWE | LAT | LAT | FIN | FIN | GER | GER | CZE | CZE | BEL | BEL | GBR | GBR | BEN | BEN | Points | Classement Final |
| --------- | ---- | -------------------- | --- | --- | --- | --- | --- | --- | --- | --- | --- | --- | --- | --- | --- | --- | ----- | ----- | --- | --- | --- | --- | --- | --- | --- | --- | --- | --- | --- | --- | --- | --- | --- | --- | --- | --- | ------ | ---------------- |
| Marchetti | KTM  | Résultats par manche |     |     |     |     | 17  | 13  | 17  | DNF | DNF | 17  |     |     |     |     |       |       | 20  | 14  | 17  | DNF | 23  | 8   | 14  | 15  | 14  | 10  | 14  | DNF | 6   | DNF | 7   | DNF |     |     | 112    | 20e              |
| Marchetti | KTM  | Classement général   |     |     |     |     | 16  | 16  | 21  | 21  | 20  | 20  |     |     |     |     |       |       | 18  | 18  | 21  | 21  | 14  | 14  | 16  | 16  | 11  | 11  | 20  | 20  | 12  | 12  | 14  | 14  |     |     | 112    | 20e              |

#### 2014
| Team            | Moto  | Grand Prix           | QAT | QAT | THA | THA | BRA | BRA | TRE | TRE | BUL | BUL | NED | NED | ESP | ESP | GBR | GBR | FRA | FRA | ITA | ITA | GER | GER | SWE | SWE | FIN | FIN | CZE | CZE | BEL | BEL | GOI | GOI | MEX | MEX | Points | Classement Final |
| --------------- | ----- | -------------------- | --- | --- | --- | --- | --- | --- | --- | --- | --- | --- | --- | --- | --- | --- | --- | --- | --- | --- | --- | --- | --- | --- | --- | --- | --- | --- | --- | --- | --- | --- | --- | --- | --- | --- | ------ | ---------------- |
| Honda Gariboldi | Honda | Résultats par manche | 8   | 10  | 12  | DNF | 11  | 3   | 3   | 11  | 6   | 8   | 9   | 9   | 17  | 2   | 4   | 3   | 11  | 5   | 4   | 5   | 2   | 2   | 2   | 6   | 3   | 3   | 4   | 9   | 8   | 6   | 7   | 1   | 5   | 1   | 528    | 5e               |
| Honda Gariboldi | Honda | Classement général   | 9   | 9   | 18  | 18  | 5   | 5   | 7   | 7   | 8   | 8   | 10  | 10  | 7   | 7   | 3   | 3   | 7   | 7   | 5   | 5   | 2   | 2   | 3   | 3   | 2   | 2   | 6   | 6   | 5   | 5   | 3   | 3   | 2   | 2   | 528    | 5e               |

#### 2015
| Team            | Moto  | Grand Prix           | QAT | QAT | THA | THA | ARG | ARG | TRE | TRE | EUR | EUR | ESP | ESP | GBR | GBR | FRA | FRA | ITA | ITA | GER | GER | SWE | SWE | LAT | LAT | CZE | CZE | BEL | BEL | LOM | LOM | NED | NED | MEX | MEX | USA | USA | Points | Classement Final |
| --------------- | ----- | -------------------- | --- | --- | --- | --- | --- | --- | --- | --- | --- | --- | --- | --- | --- | --- | --- | --- | --- | --- | --- | --- | --- | --- | --- | --- | --- | --- | --- | --- | --- | --- | --- | --- | --- | --- | --- | --- | ------ | ---------------- |
| Honda Gariboldi | Honda | Résultats par manche | 4   | 7   | 3   | DNS | 12  | 4   | 2   | 1   | 17  | 14  | 11  | 2   | DNS | DNS | 4   | 2   | 3   | 2   | 1   | 2   | 2   | 1   | 7   | 4   | 33  | 2   | 5   | 7   | 3   | 2   | 1   | 2   | 5   | 2   | 6   | 4   | 589    | 1er              |
| Honda Gariboldi | Honda | Classement général   | 4   | 4   | 11  | 11  | 5   | 5   | 1   | 1   | 17  | 17  | 5   | 5   | DNS | DNS | 2   | 2   | 1   | 1   | 1   | 1   | 1   | 1   | 5   | 5   | 10  | 10  | 6   | 6   | 2   | 2   | 1   | 1   | 2   | 2   | 4   | 4   | 589    | 1er              |

### Résultats détaillés en MXGP

#### 2016
| Team            | Moto  | Gand Prix            | QAT | QAT | THA | THA | EUR | EUR | ARG | ARG | MEX | MEX | LAT | LAT | GER | GER | TRE | TRE | ESP | ESP | FRA | FRA | GBR | GBR | LOM | LOM | CZE | CZE | BEL | BEL | SUI | SUI | NED | NED | AME | AME | USA | USA | Points | Classement Final |
| --------------- | ----- | -------------------- | --- | --- | --- | --- | --- | --- | --- | --- | --- | --- | --- | --- | --- | --- | --- | --- | --- | --- | --- | --- | --- | --- | --- | --- | --- | --- | --- | --- | --- | --- | --- | --- | --- | --- | --- | --- | ------ | ---------------- |
| Honda Gariboldi | Honda | Résultats par manche | 1   | 1   | 3   | 5   | 1   | 8   | 3   | 1   | 2   | 1   | 1   | 4   | 2   | 4   | 4   | 4   | 1   | 1   | 1   | 2   | 1   | 1   | 1   | 1   | 2   | 2   | 15  | 1   | 9   | 1   | 12  | 28  | 4   | 2   | 4   | 3   | 731    | 1er              |
| Honda Gariboldi | Honda | Classement général   | 1   | 1   | 2   | 2   | 3   | 3   | 1   | 1   | 1   | 1   | 1   | 1   | 2   | 2   | 3   | 3   | 1   | 1   | 2   | 2   | 1   | 1   | 1   | 1   | 2   | 2   | 5   | 5   | 2   | 2   | 18  | 18  | 2   | 2   | 3   | 3   | 731    | 1er              |

#### 2017
| Team      | Moto  | Grand Prix           | QAT | QAT | INA | INA | ARG | ARG | MEX | MEX | TRE | TRE | EUR | EUR | LAT | LAT | GER | GER | FRA | FRA | RUS | RUS | ITA | ITA | POR | POR | CZE | CZE | BEL | BEL | SUI | SUI | SWE | SWE | USA | USA | NED | NED | MON | MON | Points | Classement Final |
| --------- | ----- | -------------------- | --- | --- | --- | --- | --- | --- | --- | --- | --- | --- | --- | --- | --- | --- | --- | --- | --- | --- | --- | --- | --- | --- | --- | --- | --- | --- | --- | --- | --- | --- | --- | --- | --- | --- | --- | --- | --- | --- | ------ | ---------------- |
| Honda HRC | Honda | Résultats par manche | 3   | 2   | 7   | C   | 1   | 1   | 1   | 1   | 3   | 1   | 6   | 4   | 14  | DNF | 12  | 10  | DNS | DNS | DNS | DNS | 10  | 11  | 8   | 6   | 1   | 4   | 9   | 10  | 7   | 5   | 1   | 2   | 4   | 7   | 25  | DNS | 1   | 3   | 453    | 5e               |
| Honda HRC | Honda | Classement général   | 2   | 2   | 7   | 7   | 1   | 1   | 1   | 1   | 2   | 2   | 5   | 5   | 17  | 17  | 11  | 11  | DNS | DNS | DNS | DNS | 10  | 10  | 6   | 6   | 3   | 3   | 11  | 11  | 6   | 6   | 1   | 1   | 4   | 4   | 25  | 25  | 2   | 2   | 453    | 5e               |

#### 2018
| Team      | Moto  | Grand Prix           | ARG | ARG | EUR | EUR | VAL | VAL | TRE | TRE | POR | POR | RUS | RUS | LAT | LAT | GER | GER | GBR | GBR | FRA | FRA | ITA | ITA | IDN | IDN | ASI | ASI | CZE | CZE | BEL | BEL | SUI | SUI | BUL | BUL | TUR | TUR | NED | NED | IMO | IMO | Points | Classement Final |
| --------- | ----- | -------------------- | --- | --- | --- | --- | --- | --- | --- | --- | --- | --- | --- | --- | --- | --- | --- | --- | --- | --- | --- | --- | --- | --- | --- | --- | --- | --- | --- | --- | --- | --- | --- | --- | --- | --- | --- | --- | --- | --- | --- | --- | ------ | ---------------- |
| Honda HRC | Honda | Résultats par manche | DNS | DNS | 9   | 13  | 8   | 6   | 5   | 8   | 3   | 5   | 5   | 4   | 9   | 4   | 2   | 2   | 3   | 5   | 4   | 3   | 6   | 2   | 4   | 4   | 2   | 3   | 3   | 3   | 7   | 7   | 12  | 3   | 2   | 3   | 3   | 2   | 4   | 5   | 2   | 2   | 669    | 4e               |
| Honda HRC | Honda | Classement général   | DNF | DNF | 9   | 9   | 6   | 6   | 7   | 7   | 3   | 3   | 5   | 5   | 5   | 5   | 2   | 2   | 5   | 5   | 3   | 3   | 4   | 4   | 4   | 4   | 2   | 2   | 3   | 3   | 7   | 7   | 6   | 6   | 2   | 2   | 2   | 2   | 5   | 5   | 2   | 2   | 669    | 4e               |

#### 2019
| Team      | Moto  | Grand Prix           | ARG | ARG | GBR | GBR | NED | NED | TRE | TRE | LOM | LOM | POR | POR | FRA | FRA | RUS | RUS | LAT | LAT | GER | GER | IND | IND | ASI | ASI | CZE | CZE | BEL | BEL | ITA | ITA | SWE | SWE | TUR | TUR | CHN | CHN | Points | Classement Final |
| --------- | ----- | -------------------- | --- | --- | --- | --- | --- | --- | --- | --- | --- | --- | --- | --- | --- | --- | --- | --- | --- | --- | --- | --- | --- | --- | --- | --- | --- | --- | --- | --- | --- | --- | --- | --- | --- | --- | --- | --- | ------ | ---------------- |
| Honda HRC | Honda | Résultats par manche | 2   | 2   | 3   | 1   | 3   | 2   | 1   | 1   | 10  | 6   | 1   | 1   | 1   | 1   | 1   | 1   | 6   | 1   | 1   | 1   | 1   | 1   | 1   | 1   | 2   | 2   | 2   | 2   | 5   | 2   | 3   | 1   | 6   | 3   | 3   | 4   | 782    | 1er              |
| Honda HRC | Honda | Classement général   | 2   | 2   | 2   | 2   | 3   | 3   | 1   | 1   | 6   | 6   | 1   | 1   | 1   | 1   | 1   | 1   | 1   | 1   | 1   | 1   | 1   | 1   | 1   | 1   | 2   | 2   | 1   | 1   | 3   | 3   | 2   | 2   | 4   | 4   | 4   | 4   | 782    | 1er              |

### Légende

#### Résultats par manche
| Couleur | Résultat               |
| ------- | ---------------------- |
| Or      | Vainqueur              |
| Argent  | Deuxième               |
| Bronze  | Troisième              |
| Vert    | Dans les points        |
| Bleu    | Hors des points        |
| DNF     | Abandon                |
| DNS     | Ne prend pas le départ |
| DSQ     | Disqualifié            |
| C       | Course annulée         |

#### Résultats par Grand Prix
| Couleur | Résultat               |
| ------- | ---------------------- |
| Or      | Vainqueur              |
| Argent  | Deuxième               |
| Bronze  | Troisième              |
| Vert    | Hors du podium         |
| DNS     | Ne prend pas le départ |

### Victoires en Championnat du monde de Motocross

#### MX2
| No. | Grand Prix              | Lieu           | Moto  | Saison |
| --- | ----------------------- | -------------- | ----- | ------ |
| 1   | Grand Prix du Trentin   | Arco di Trento | Honda | 2015   |
| 2   | Grand Prix d'Italie     | Maggiora       | Honda | 2015   |
| 3   | Grand Prix d'Allemagne  | Teutschenthal  | Honda | 2015   |
| 4   | Grand Prix de Suède     | Uddevalla      | Honda | 2015   |
| 5   | Grand Prix des Pays-Bas | Assen          | Honda | 2015   |

#### MXGP
| No. | Grand Prix                    | Lieu                 | Moto  | Saison |
| --- | ----------------------------- | -------------------- | ----- | ------ |
| 1   | Grand Prix du Qatar           | Losail               | Honda | 2016   |
| 2   | Grand Prix d'Argentine        | Neuquén              | Honda | 2016   |
| 3   | Grand Prix du Mexique         | León                 | Honda | 2016   |
| 4   | Grand Prix de Lettonie        | Ķegums               | Honda | 2016   |
| 5   | Grand Prix d'Espagne          | Talavera de la Reina | Honda | 2016   |
| 6   | Grand Prix de Grande-Bretagne | Matterley-Basin      | Honda | 2016   |
| 7   | Grand Prix de Lombardie       | Mantoue              | Honda | 2016   |
| 8   | Grand Prix d'Argentine        | Neuquén              | Honda | 2017   |
| 9   | Grand Prix du Mexique         | León                 | Honda | 2017   |
| 10  | Grand Prix de Suède           | Uddevalla            | Honda | 2017   |
| 11  | Grand Prix du Trentin         | Arco di Trento       | Honda | 2019   |
| 12  | Grand Prix du Portugal        | Agueda               | Honda | 2019   |
| 13  | Grand Prix de France          | Saint-Jean-d'Angély  | Honda | 2019   |
| 14  | Grand Prix de Russie          | Orlyonok             | Honda | 2019   |
| 15  | Grand Prix de Lettonie        | Ķegums               | Honda | 2019   |
| 16  | Grand Prix d'Allemagne        | Teutschenthal        | Honda | 2019   |
| 17  | Grand Prix d'Indonésie        | Palembang            | Honda | 2019   |
| 18  | Grand Prix d'Asie             | Semarang             | Honda | 2019   |
| 19  | Grand Prix de Belgique        | Lommel               | Honda | 2019   |

### Résultats au Motocross des Nations
| Edition | Lieu            | Equipiers                | Moto  | Catégorie | Classement individuel                                          | Classement par équipe |
| ------- | --------------- | ------------------------ | ----- | --------- | -------------------------------------------------------------- | --------------------- |
| 2012    | Lommel          | Klemen Gercar Mateuz Irt | KTM   | MX2       | 12e                                                            | 16e                   |
| 2013    | Teutschenthal   | Klemen Gercar Mateuz Irt | KTM   | MX2       | Eliminé en Finale-B                                            | 27e                   |
| 2014    | Kegums          | Klemen Gercar Jernej Irt | Honda | Open      | Non partant lors des manches 2 (MX2 + Open) et 3 (MXGP + Open) | 20e                   |
| 2015    | Ernée           | Peter Irt Klemen Gercar  | Honda | Open      | Eliminé en Finale-B                                            | 21e                   |
| 2017    | Matterley-Basin | Jan Pancer Peter Irt     | Honda | MXGP      | 2e                                                             | 12e                   |
| 2019    | Assen           | Jan Pancar Peter Irt     | Honda | MXGP      | 1er                                                            | 13e                   |

### Records
- Premier pilote à devenir Champion du Monde MXGP une saison après l'obtention d'un titre de Champion du Monde MX2[28].
- Plus jeune Champion du Monde MXGP[28].

## Autres
- Outre son statut de pilote de motocross professionnel, Tim Gajser est également officier de police au sein de la police nationale de Slovénie[67].
- Son père et lui ont pour habitude de faire une prière avant le départ de chaque course, en mémoire de son frère Zana[68].